# Ichneumon albicollis
Ichneumon albicollis là một loài tò vò trong họ Ichneumonidae.